# أكتوبوس سبرينغ

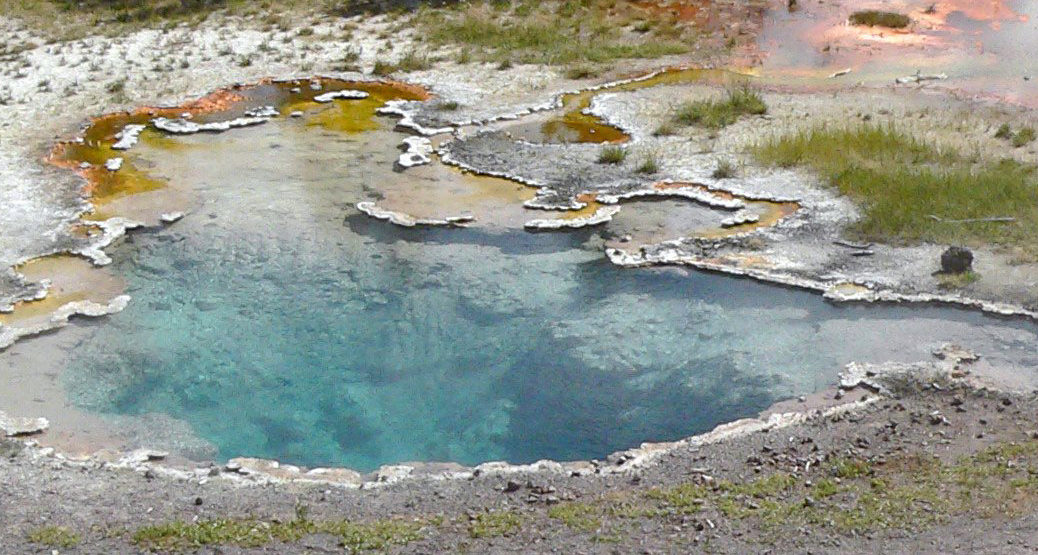
ينبوع أكتوبوس في المحمية الوطنية يلوستون ، الولايات المتحدة.

أوكتوبوس سبرينج Octopus Spring أي ينبوع الأخطبوط ، هو اسم الينابيع الساخنة القلوية الموجودة في [ Geysir-Becken]السفلي في متنزه يلوستون الوطني  في الولايات المتحدة الأمريكية ، على بعد أقل بقليل من 10 كم من Old Faithful Geyser المعروف. تقع في مقاطعة تيتون في ولاية وايومنغ في الولايات المتحدة  على ارتفاع 2238 مترًا فوق مستوى سطح البحر. [A. 1]
أخذ الينبوع اسمه من قنوات التدفق الخارجة منه التي تنتشر مثل أذرع الأخطبوط .
تأتي البكتيريا والعتائق المعزولة من مصادرها في حديقة يلوستون الوطنية بإمكانات مالية هائلة لشركات الأدوية بشكل عام ؛ على سبيل المثال ، تبيع شركة Roche السويسرية بوليميراز DNA المتحمل الحرارة الموجود في بكتيريا من فصيلة Thermus aquaticus - وقد تم العثور على هذه البكتيريا لأول مرة في مشروم سبرينغ Mushroom Spring (أي ينبوع عيش الغراب) المجاور ، وفيما بعد هنا أيضًا. يحقق عائدات بالمليارات الدولار؛  لأنه يٌستخدم في تفاعل البلمرة المتسلسل (PCR) للحمض النووي . بعد صدور حكم محكمة في عام 2000 ، تم السماح لخدمة المتنزهات القومية بتلقي مساهمات مالية مستقبلية من الأبحاث التي أجريت في حديقة يلوستون الوطنية.

## الجغرافيا
يصب الينبوع في نهر فايرهول عبر "وايت كريك" . المنطقة المحيطة بالمصدر (حوض السخان السفلي) مسطحة في الغالب وهناك عدة مصادر أخرى مثل Great Fountain Geyser و فايرهول سبرينغ و سربرايز بوول Surprise Pool  و مشروم سبرينغ . تقع منطقة المصدر في واد ، حول هذه المنطقة معظم التضاريس جبلية ، [A. 3] أعلى نقطة في المنطقة يبلغ ارتفاعها 2368 مترًا وهي حوالي 1.1 كم الى الشرق. [A. 2]
الكثافة السكانية حول المصدر منخفضة جدًا ، إذ يعيش أقل من شخصين لكل كيلومتر مربع في تلك المنطقة  ولا توجد مدينة ولا حتى قرية قريبة.

## الجيولوجيا

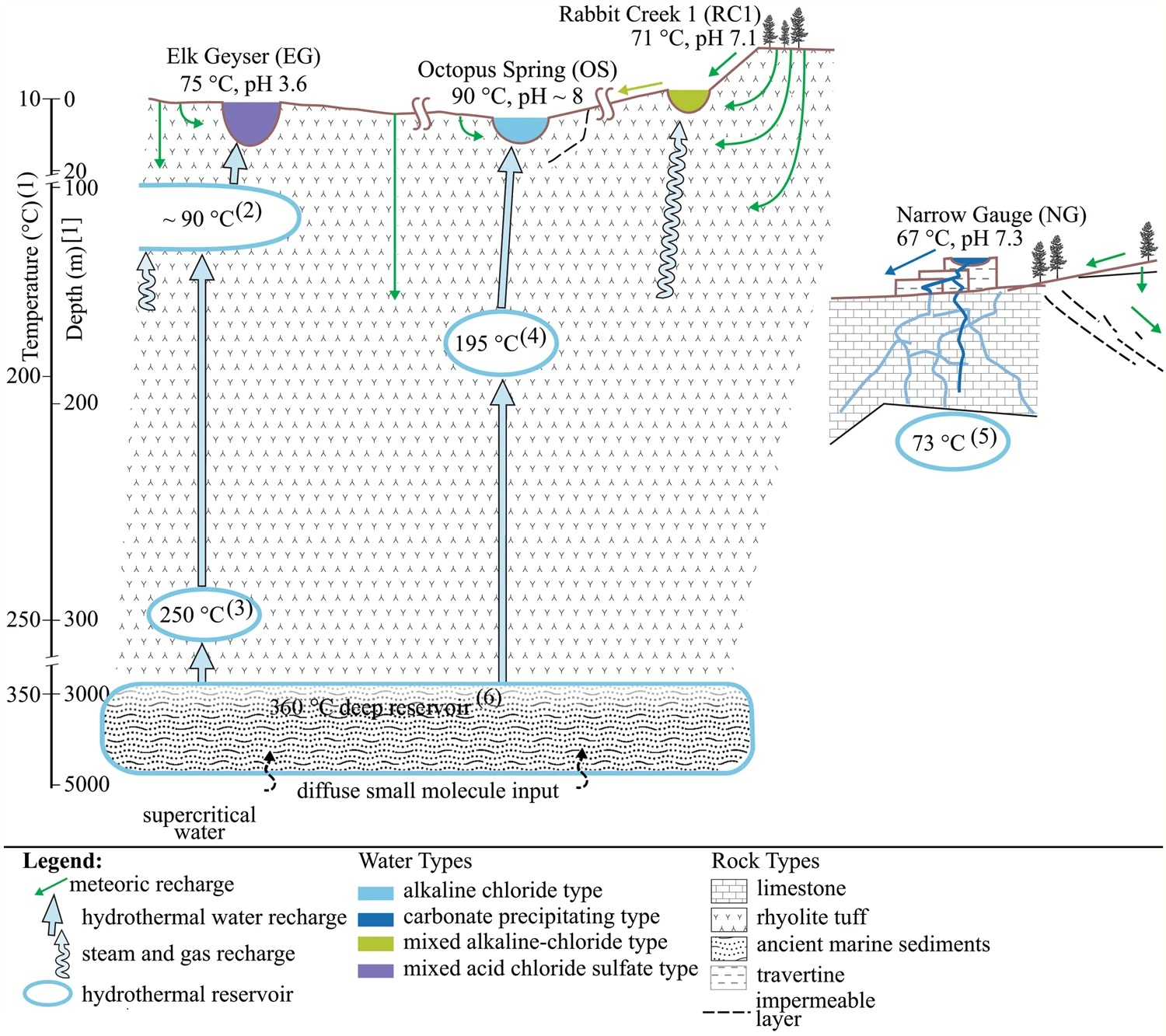
تحويل المواد العضوية الذائبة الموجودة في المصادر المائية الساحنة الموجودة في باطن ارض ينابيع يلوستون YDOM ، وتسربها إلى أعلى سطح الأرض.

يتم تسخين ينبوع الأخطبوط بالحرارة الناتجة عن الصهارة الجوفية. يعود أصل مياه الينابيع والمواد المذابة فيها إلى نبع حراري عميق (ساخن بحوالي 195 درجة مئوية على عمق ~ 150 متر . وبالتالي فهي تمثل إحدى فتحات الخروج للمكونات العضوية وغير العضوية في النظام الحراري المائي. تذوب السيليكا (SiO 2 ) للصخور البركانية في  الماء الساخن وتترسب  مما يعطي رواسب السيليكات اللبيدة لونًا أبيضا باهتًا. تبلغ درجة حرارة النبع نفسه بين 90 - 95 درجة مئوية    ، في قنوات الصرف الصاعدة يبرد الماء إلى 83 درجة مئوية ،  بالقرب من المصدر ثم ما يصل إلى حوالي 60 درجة مئوية  في الينبوع
يحتوي الماء أيضًا على تركيز منخفض لـ كبريتيد الهيدروجين (H 2S ) ، وبالتالي فهو قلوي برقم "باءهاء " (هيدروجيني) يبلغ حوالي 8.

## المناخ
المناخ بارد معتدل (شمالي) ،  متوسط درجة حرارة الهواء هو -1  درجة مئوية . الشهر الأدفأ هو شهر يوليو حيث ترتفع درجة الحرارة إلى نحو 16 درجة مئوية وخلال الشهر البارد ديسمبر تهبط درجة الحرارة حتى -15 درجة مئوية. ومتوسط هطول الأمطار 401 ملم في السنة. أما شهر مايو فهو الأكثر هطولًا للأمطار ، إذ يبلغ 51 ملم من الأمطار ، ويكون يونيو الأكثر جفافاً بمقدار 23 ملم .

## علم البيئة
نبع الأخطبوط محاط بالكامل تقريبًا بغابات الصنوبر .
التدفق الثابت للمياه منه المقدر بـ 75 إلى 100 لتر في الدقيقة ، يغذي الحصائر الميكروبية المحيطة الواسعة والملونة.
على بعد حوالي مترين من البركة الزرقاء الكريستالية ، تظهر مجتمعات ميكروبية خيطية وردية اللون . وفي قنوات التدفق السفلية تنخفض درجة الحرارة وتتغير الحصيرة الميكروبية  في أصنافها و ألوانها .
بشكل عام ، تتكون حصائر ينبوع الأخطبوط من مجموعات متنوعة من أنواع البكتيريا و الكائنات الحية ذات التغذية الضوئية ، والتغذية الكيميائية ، وغيرية التغذية . يحتوي ينبوع الأخطبوط على تركيز عالٍ من غاز الهيدروجين ، والذي تستخدمه البكتيريا المتخصصة في أيضها. تشمل البكتيريا المشاركة في المجتمعات الميكروبية أيضًا سيانو  بكتيريا ، و بكتيريا الكبريت الأخضر (كلوروبيا) والبكتيريا الخضراء غير الكبريتية (كلوروفليكسي).
الكائنات الحية الدقيقة الخلوية في ينبوع الأخطبوط - فقط بدائيات النوى المعروفة (مثل البكتيريا والعتائق ) - تتطفل عليها فيروسات ،  والتي لا تزال أبحاثها في مهدها  (اعتبارًا من مارس 2023).
بعض الأمثلة:

### البكتيريا الزرقاء
|                                          |  |                                                  |
| صورة بالميكروسكوب لبكتيريا Synechococcus |  | Illustration von Synechococcus. Balken ca. 10 µm |

Synechococcus هو جنس من البكتيريا الزرقاء من عائلة Synechococcaceae وترتيب Synechococcales. دراسة عام 2006 قامت بها آن- يويسيغ ستينو وزملائها بينت اربعة أنواع من فصائل أنماط بيئية (A bis D) مختلفة وأنواع فرعية أخرى . تم تصنيف نوعين من هذه الأنواع (A و B') على أنهما Synechococcus محب للحرارة  من ينبوع أوكتوبوس (لذلك يشار إليها أيضًا باسم OS-A و 'OS-B). دراسة أخرى من نفس العام بواسطة الباحثة يسيكا أليوالت وزملائها ، فحصت المتغيرات A و B من نبع الأخطبوط (مع المتغيرات الفرعية) ، والمشار إليها هنا بالأنماط الجينية .
يتمتع هذان النوعان بأعلى درجات تحمل درجات الحرارة لأي بكتيريا زرقاء موجودة في هذا النظام البيئي ، حتى ما يزيد قليلاً عن 70 درجة مئوية كانت التسلسلات الشبيهة بـ A شائعة في درجات حرارة أعلى قليلاً وتسلسلات شبيهة بـ B في درجات حرارة منخفضة قليلاً. أثبتت هذه الكائنات الحية الدقيقة أنها قادرة على تثبيت النيتروجين ، مع فصلها زمنياً عن عملية التمثيل الضوئي - حيث أن كلا العمليتين غير متوافقتين مع بعضهما البعض ولا يمكن أن يحدثا في نفس الوقت . من أجل تحقيق ذلك ، تحتوي البكتيريا الزرقاء قيد الدراسة على مفاتيح تنظيمية تتحكم في هاتين العمليتين وعمليات التمثيل الغذائي الأخرى داخل الخلايا. على وجه الخصوص ، مثل بكتيريا العقيدات ، يتم التعبير عن هذه الجينات عندما يصبح اللون المطفأ ناقص الأكسجين مع انخفاض السطوع في وقت متأخر من بعد الظهر. ويصاحب ذلك زيادة في نشاط إنزيم النيتروجين الذي يربط N أثناء الليل. يتطلب تثبيت النتروجين الكثير من الطاقة. من أجل الحصول على هذه الطاقة في الليل ، تعتمد البكتيريا على عمليات التخمير .
خلال النهار تعتمد أنواع المكورات المتزامنة Synechococcus المحبة للحرارة على التمثيل الضوئي والتنفس الخلوي ، وبالتالي فإن محتوى الأكسجين (O2) مرتفع ؛ فقط في الليل يتحولون إلى التخمر وتثبيت N 2 .

#### ثرموستيكوسوSynechococcus_A“
في عام 2020 ، قدم الباحث جيري كوماريك وزملاؤه إعادة تنظيم جنس Synechococcus واسع النطاق آنذاك ، نظرًا لأن الأنواع والسلالات المخصصة له في ذلك الوقت كانت تتميز بانحرافات قوية في الرنا الريباسي 16S وكان التشابه موجودًا فقط في شكلها الخارجي. في سياق عملية إعادة التنظيم هذه ، تم فصل المتغيرات المحبة للحرارة (الأنواع ، ولكن أيضًا بعض السلالات الفردية) ونقلها إلى الأجناس الجديدة Thermosynechococcus و Thermostichus ، بما في ذلك عائلة وترتيب جديدين  توزيع. لا تزال تفاصيل إعادة التنظيم هذه قيد المناقشة: في حين أن تصنيف المركز القومي للتكنولوجيا الحيوية ، يرى جنس ثرموستيكوس في عائلة أخرى منفصلة .

### ميثانو ثرموبكتيريا
يُنسب سابقًا إلى جنس Methanobacterium مثل Methanobacterium thermautotrophicum ) عبارة عن آركونات ذاتية التغذية لا هوائية تمامًا لها شكل قضبان منحنية بشكل غير منتظم ; تشن وغالبا ما تشكل خيوط طويلة. M. thermautotrophicus لها درجة حرارة مثالية للنمو وتكوين الميثان تبلغ 65درجة مئوية إلى 70 درجة مئوية تستخدم الكائنات الحية الأمونيا كمصدر للنيتروجين ، والكبريتيد كمصدر للكبريت ، والهيدروجين كمصدر رئيسي للطاقة ، وثاني أكسيد الكربون كمصدر للكربون. قدرتهم على استخدام الهيدروجين كعامل اختزال وكذلك ثاني أكسيد الكربون تصنفهم على أنهم مؤكسدون للهيدروجين. قدرة ريبوسوماتها على زيادة فرط لونها بمقدار 20 تلعب زيادة النسبة المئوية وتحمل الحرارة العالية دورًا مهمًا في الحصول على أقصى قدر من الشمع بدرجة الحرارة حسب البيئة.

## روابط انترنت
- سارة بوردنشتاين: ينبوع الأخطبوط . في الحياة الميكروبية ، مركز تعليم العلوم ، كلية كارلتون . الحالة: 14. مارس 2023.